# تايونغ
 لي تايونغ (بالكورية: 태용) رابر رئيسي وراقص أساسي ومغن كوري، عضو من فرقة nct, superM ، وُلد في 1 يوليو عام 1995.

## وصلات خارجية
- تايونغ على موقع ميوزك برينز (الإنجليزية)
- تايونغ على موقع ديسكوغز (الإنجليزية)